# Marie-Étienne Nitot
Marie-Étienne Nitot (París, 2 de abril de 1750 - ibídem, 9 de septiembre de 1809) fue un orfebre francés. Designado joyero oficial de Napoleón Bonaparte, fundó el negocio de joyería que con el paso del tiempo daría origen a la firma Chaumet.

## Historia
Nitot nació en París en 1750, en el seno de una familia originaria de Château-Thierry. Después de ser aprendiz de Aubert, joyero de la corte de la reina María Antonieta de Austria, se mudó a París en 1780.
Sobrevivió a la revolución francesa y, en 1802, fue nombrado joyero del emperador Napoleón. Con la ayuda de su hijo François Regnault (1779-1853), Nitot creó una serie de joyas destinadas a simbolizar el poder que Napoleón quería mostrar. Entre ellas se encuentran las joyas de boda de la emperatriz Josefina y de María Luisa de Austria. Nitot también diseñó la corona utilizada en la coronación de Napoleón, su espada ceremonial y muchos otros adornos de la corte.
También desempeñó un papel activo con su hijo en la reconstrucción del Tesoro de la Corona (Trésor de la Couronne) desmantelado y dividido durante y después de la revolución francesa, y fue el proveedor exclusivo de piedras preciosas para Napoleón.
Marie-Étienne Nitot murió en 1809. Para sucederlo, Napoleón nombró a su hijo François Regnault Nitot, quien mantuvo la firma de joyería hasta la caída del imperio en 1815, cuando vendió el negocio a su capataz, Jean-Baptiste Fossin (1786-1848).

## Trabajo
Como joyero oficial de Napoleón, Nitot realizó varias piezas importantes. Diseñó la tiara de Napoleón y la espada imperial. También diseñó la Tiara Camafeo para Josefina antes de 1810, pero no existe ningún retrato de la emperatriz mostrando el camafeo (sólo existe un retrato de su hija Hortensia luciéndolo, que data de 1812). Marie-Étienne Nitot diseñó en realidad todo el parure de esmeraldas de Josefina que hoy pertenece a la familia real noruega.
El parure de zafiros Leuchtenberg, que forma parte de la fundación de joyas de la familia real sueca, se atribuye a Nitot. Se cree que los zafiros fueron un regalo de bodas de Napoleón a su hijastra Augusta de Baviera, duquesa de Leuchtenberg, y que luego pasaron a la familia real sueca a través de la reina Josefina de Leuchtenberg.

## Galería
|  |  |  |  |